# Israël op het Eurovisiesongfestival 2016
Israël nam deel aan het Eurovisiesongfestival 2016 in Stockholm, Zweden. Het was de 39ste deelname van het land aan het Eurovisiesongfestival. IBA was verantwoordelijk voor de Israëlische bijdrage voor de editie van 2016.

## Selectieprocedure
De Israëlische openbare omroep bevestigde op 21 september 2015 te zullen deelnemen aan de volgende editie van het Eurovisiesongfestival. Net als in 2015 wordt de Israëlische artiest gekozen via HaKokhav HaBa. De talentenjacht liep over vijftien shows, waarvan de eerste werd uitgezonden op 5 december 2015 en de finale plaatsvond op 3 maart 2016. Hovi Star ging uiteindelijk met de overwinning aan de haal, en zal Israël in Stockholm vertegenwoordigen met het nummer Made of stars.

## Nationale finale
De finale vond plaats op 3 maart 2016.
| Plaats | Artiest      | Lied               | Beoordeling |
| ------ | ------------ | ------------------ | ----------- |
| 1      | Hovi Star    | Made of stars      | 68 %        |
| 2      | Nofar Salman | Made of stars      | 67 %        |
| 3      | Ella Daniel  | Somebody out there | 58 %        |

## In Stockholm
Israël trad in Stockholm in de tweede halve finale op donderdag 12 mei 2016 aan. Hovi Star trad als vierde van achttien acts op, net na Rykka uit Zwitserland en gevolgd door Ivan uit Wit-Rusland. Israël wist zich te plaatsen voor de finale op zaterdag 14 mei.
In de finale trad Israël als zevende van de 26 acts aan en eindigde als 14de.
1973 · 1974 · 1975 · 1976 · 1977 · 1978 · 1979 · 1980 · 1981 · 1982 · 1983 · 1984 · 1985 · 1986 · 1987 · 1988 · 1989 · 1990 · 1991 · 1992 · 1993 · 1994 · 1995 · 1996-1997 · 1998 · 1999 · 2000 · 2001 · 2002 · 2003 · 2004 · 2005 · 2006 · 2007 · 2008 · 2009 · 2010 · 2011 · 2012 · 2013 · 2014 · 2015 · 2016 · 2017 · 2018 · 2019 · 2020 · 2021 · 2022 · 2023 · 2024 · 2025
Albanië · Armenië · Australië · Azerbeidzjan · België · Bosnië en Herzegovina · Bulgarije · Cyprus · Denemarken · Duitsland · Estland · Finland · Frankrijk · Georgië · Griekenland · Hongarije · Ierland · IJsland · Israël · Italië · Kroatië · Letland · Litouwen · Macedonië · Malta · Moldavië · Montenegro · Nederland · Noorwegen · Oekraïne · Oostenrijk · Polen · Rusland · San Marino · Servië · Slovenië · Spanje · Tsjechië · Verenigd Koninkrijk · Wit-Rusland · Zweden · Zwitserland